# Wallen
Wallen település Németországban, Schleswig-Holstein tartományban. Lakosainak száma 30 fő (2023. december 31.).

## Népesség
A település népességének változása:
| Lakosok száma | 38   | 34   | 32   | 33   | 30   | 30   |
|               | 1975 | 2017 | 2019 | 2021 | 2022 | 2023 |